# Triplophyllum lanigerum
Triplophyllum lanigerum là một loài dương xỉ trong họ Tectariaceae. Loài này được Holttum mô tả khoa học đầu tiên..
Danh pháp khoa học của loài này chưa được làm sáng tỏ. 